# Henri Fromageot
Henri Fromageot (Versailles, 10 settembre 1864 – Versailles, 11 settembre 1949) è stato un avvocato e giudice francese.
Ha studiato all'Università di Parigi, di Oxford e Lipsia, e oltre alla carriera privata ha insegnato giurisprudenza presso la Facoltà di giurisprudenza dell'Università di Parigi. Il 19 settembre 1929 divenne giudice della Corte permanente di giustizia internazionale, succedendo ad André Weiss. Mantenne questa posizione fino all'ottobre del 1945.